# Chynna Rogers
Chynna Marie Rogers (19 de agosto de 1994 – 8 de abril de 2020), conocida popularmente como Chynna, fue una rapera norteamericana, DJ y modelo firmada por la agencia Ford Models a la edad de 14 y afiliada al colectivo de raperos neoyorquinos ASAP Mob.

## Carrera
Su asociación con ASAP Mob empezó a través de ASAP Yams, a quien contactó en primera instancia a través de Twitter. Le conoce en uno de sus viajes a Nueva York y le propone ser su becaria. A lo que él accedió, invitándola a sus estudios cuando estuviera en la ciudad. Esta relación evoluciona en una amistad, que se extiende finalmente al resto del colectivo.  
Chynna luchó con la adicción durante toda su carrera; su mentor, Yams, muere en 2015 de una sobredosis accidental y después de un periodo de sobriedad, su madre, Wendy Payne murió en 2017. En una entrevista con Pitchfork en enero de 2018,  describía cómo las presiones de la industria musical habían jugado una parte importante en su adicción: "sentía que no había pasado por bastante cosas trágicas, como para merecer esta carrera. No sentía haberme merecido ganarme la vida hablando sobre mi vida, todavía, porque simplemente no podía identificarme con las personas suficientes".
Rogers lanzó los singles "Selfie" (2013) y "Glen Coco" (2014). Seguidos por su primer EP, "I'm not here, this isn't happening" en 2015 y "Music 2 Die 2" en 2016. Su último EP, "In case I die first" se publicó en 2019.
Algunos de sus productores más frecuentes fueron Cloud Atrium, Heaven in Stereo o 5TH DMNSN.
Su canción "stupkid", fue publicada de manera póstuma en el que habría sido su vigésimo sexto aniversario, el 19 de agosto de 2020.

## Vida personal
Rogers era de Filadelfia, Pensilvania, donde asistió a la escuela Julia R. Masterman. Mantuvo una relación con el rapero de New Jersey Da$H, de H'z Global, la cual acabó después dos años en 2016.
Fue modelo entre los 14 y los 16 años.  Pero se trató de algo anecdótico, y nunca un sueño propio, que ejercía al tiempo que continuaba sus estudios.Uno de sus planes después de acabar el instituto era acceder a la carrera militar para conseguir una licencia de piloto. Pero no pudo cumplir los requisitos de peso para su altura para entrar.
No habiendo obtenido becas para sus estudios, descartó ir a la  universidad. Y  fue en ese momento que empezó a considerar más seriamente la música como carrera.
En 2012, abandona Filadelfia, tras graduarse del instituto. En aquel tiempo, algunas de sus influencias musicales como adolescente eran bandas de emo-rock como Fall Out Boy, Panic! at the disco, Paramore, o grupos de hardcore y death metal como Alesana o Meshuggah. Pero su curiosidad se extendía a toda clase de géneros musicales y estuvo expuesta al Hip-Hop desde su niñez. 
Con sus propias palabras: "creo que ya hay demasiadas bandas sonoras para nuestras vidas, necesito música con la que morir", podría ser el motus que guiara su carrera musical. Su imaginario atravesado por la exploración de las emociones y los lados oscuros del alma, navegando las profundidades de la drogadicción, la sobredosis y el dolor en todas sus facetas, con la creencia de que aquellas emociones son también parte de nuestras vidas y que, a través de esta oscuridad, podemos acceder a partes de una misma que, de otro modo, no seríamos capaces de ver, como explicó a The Fader con motivo del lanzamiento de su EP "Ninety", celebración de sus 90 días sobria.
Durante los primeros años de secundario, y en adelante, Chynna desarrolló un interés por la escritura, que cultivaba con la idea de hacer un libro, o novela. Escribió historias inacabadas, pero esto no se transformó en la escritrura de canciones enteras hasta el instituto. Fue después de graduarse que grabó su primera canción en el sótano de un amigo, "Selfie".
Se adhirió al budismo como filosofía y manera de guiar su vida. Creía en las piedras y minerales como fuente transformadora de energías.
Rogers fue encontrada muerta el 8 de abril de 2020, de una sobredosis accidental.